# Навантажувальний пункт
Навантажувальний пункт (рос. погрузочный пункт, англ. loading point, loading station; нім. Ladepunkt m) —
1. Місце, де ведеться навантаження гірничої маси до транспортних посудин (вибій, склад та ін.), включаючи відповідне устаткування.
2. Вузол стику двох видів транспорту, де здійснюється навантаження гірничої маси у вагонетки (вагони).
3. Самохідний, причіпний або стаціонарний пристрої, що усереднюють, акумулюють, навантажують, переміщують та укладають на транспортні засоби, штабелі або відвали сипкі, грудкові чи поштучні вантажі.
4. У логістиці — це місце навантаження будь-якого вантажу. Як правило, ним стає склад.

## Класифікація
Навантажувальні пункти вугільних підприємств класифікують за:
- терміном використання — переносні (до 5 діб), напівстаціонарні (до 1,5 року) та стаціонарні (понад 1,5 року);
- засобами транспорту на експлуатаційному штреку — конвеєрні, рейкові;
- кількістю рейкових колій у виробці — одноколійні та двоколійні;
- наявністю підготовчого вибою — з вибоєм та без вибою;
- наявністю акумулюючої ємності — з ємністю та без ємності.

## Технологічні операції
На навантажувальному пункті здійснюють обмін завантажених та порожніх вагонеток, переміщення вагонеток під час їхнього навантаження, укладання вугілля у вагонетки та перекривання міжвагонного простору під час завантаження поїздів, випуск вугілля з бункерів, магазинуючих уступів. Обмін навантажених поїздів на порожні, як правило, здійснюють електровозами або за допомогою маневрових лебідок, канатних штовхачів. Пересування вагонеток під час їхнього завантаження здійснюється штовхачами. На напівстаціонарних навантажувальних пунктах випуск вугілля з бункера повинно здійснюватися за допомогою живильників. На цих навантажувальних пунктах використовуються автоматизовані комплекси механізмів, що спроможні в автоматичному режимі здійснювати процес завантаження та обміну вагонеток під пунктом навантаження після встановлення першої вагонетки поїзда під завантаження.

## Характеристики
Продуктивність автоматизованих навантажувальних пунктів становить 200 — 500 т/год. На перевантажувальних пунктах здебільшого використовуються хитні живильники стаціонарного (КТ та ЛКП) типу, що встановлюються на рамі, та підвісні (КЛ). Знаходять застосування гідравлічні живильники (ПГ-500 та ПГ-200) продуктивністю до 500 т/год. Обслуговування пункту здійснює один оператор. В Україні інститутом Центродіпрошахт розроблені типові проекти Н.п. для сполучення гірничих виробок.